# Pitcairnia altoatratoensis
Pitcairnia altoatratoensis là một loài thực vật có hoa trong họ Bromeliaceae. Loài này được G.S.Varad. & Forero miêu tả khoa học đầu tiên năm 1987.